# ستايروفوم

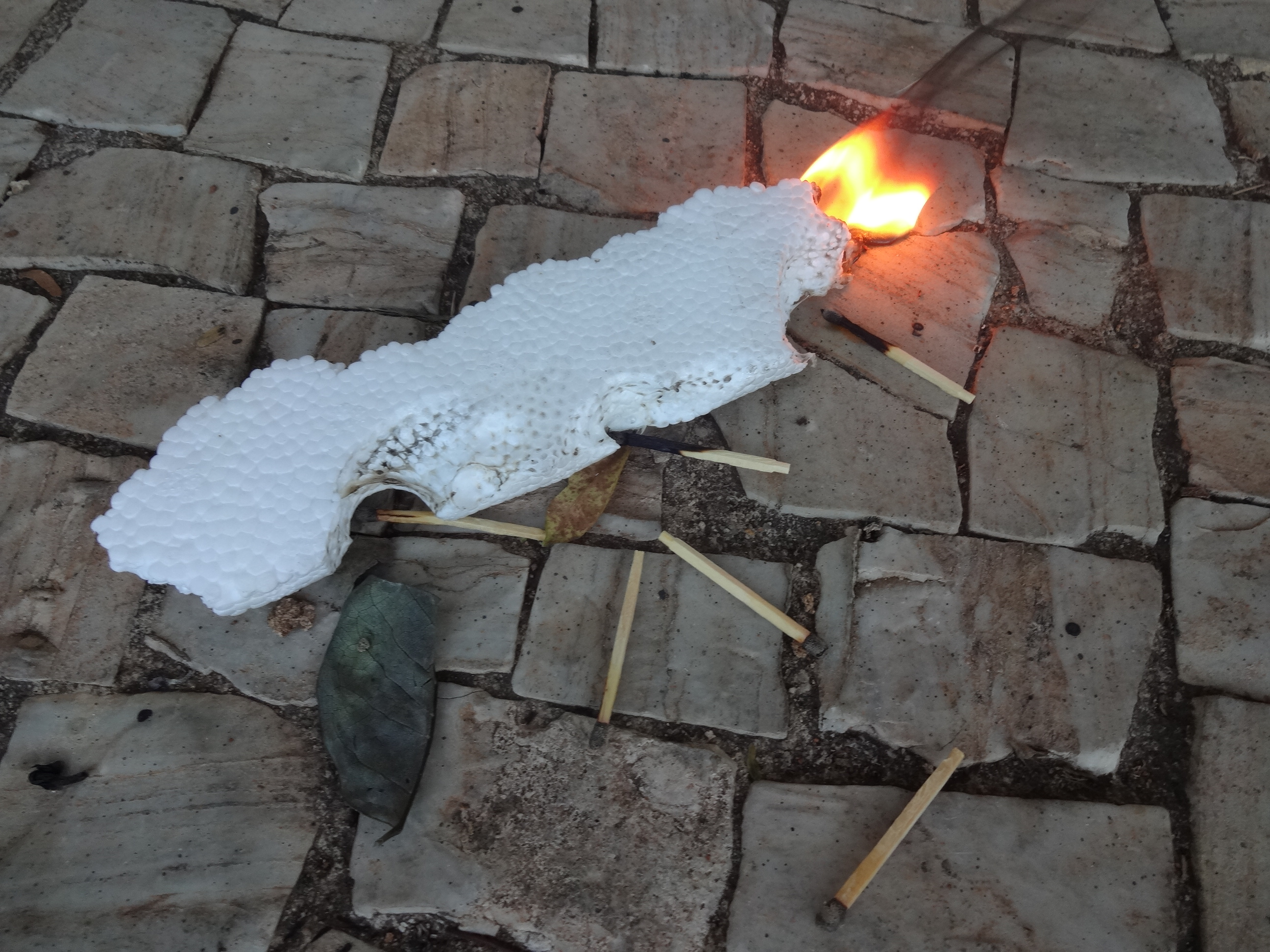

الستايروفوم (بالإنجليزية: Styrofoam)‏ هي علامة تجارية لرغوة البوليسترين المبثوقة ذات الخلايا المغلقة (XPS)، والتي يطلق عليها عادةً «اللوحة الزرقاء»، يتم تصنيعها كلوح عازل للمباني والجدران والأسقف والأساسات كعازل حراري وحاجز مائي. هذه المادة ذات لون أزرق فاتح وهي مملوكة ومصنعة من قبل شركة داو كيميكال.
في الولايات المتحدة وكندا، يشير الاستخدام العامي لكلمة الستايروفوم إلى مادة أخرى عادة ما تكون بيضاء اللون ومصنوعة من رغوة البوليسترين الموسعة (غير المبثوقة) غالبًا ما يستخدم في حاويات الطعام وأكواب القهوة وكمواد توسيد في التعبئة والتغليف.  يستخدم المصطلح المسجل كعلامة تجارية بشكل عام على الرغم من أنه مادة مختلفة عن البوليسترين المبثوق المستخدم في عزل الستايروفوم.

## التاريخ
في عام 1947،  وجد باحثون في مختبر داو للفيزياء الكيميائية طريقة لصنع البوليسترين الرغوي. بقيادة (Ray McIntire)، أعادوا اكتشاف طريقة استخدمها لأول مرة المخترع السويدي (Carl Georg Munter). حصلت داو على حقوق حصرية لاستخدام براءات اختراع مونترز ووجدت طرقًا لتصنيع كميات كبيرة من البوليسترين المبثوق كرغوة خلية مغلقة تقاوم الرطوبة.

## الاستخدامات
يحتوي الستايروفوم على العديد من الاستخدامات. تنتج شركة داو مواد البناء المصنوعة من الستايروفوم، بما في ذلك أنواع مختلفة من أغلفة عزل المباني وعزل الأنابيب. تبلغ قيمة المقاومة الحرارية المطالب بها لعزل الستايروفوم خمسة في البوصة.
يتكون الستايروفوم من 98٪ من الهواء، مما يجعله خفيف الوزن وقويًا.[بحاجة لمصدر أفضل]
تنتج شركة داو أيضًا الستايروفوم كألواح هيكلية معزولة لاستخدامها من قبل بائعي الزهور والمنتجات الحرفية. مادة الستايروفوم العازلة من داو لها لون أزرق مميز. الستايروفوم للتطبيقات الحرفية متوفر باللون الأبيض والأخضر.

## تأثيرات بيئية
أبلغت وكالة حماية البيئة والوكالة الدولية لأبحاث السرطان عن أدلة محدودة على أن الستايرين مادة مسرطنة للإنسان وحيوانات التجارب. 

## روابط خارجية
- الفرق بين صفحة البوليسترين والستايروفوم